# Lohmühle Mönchengladbach

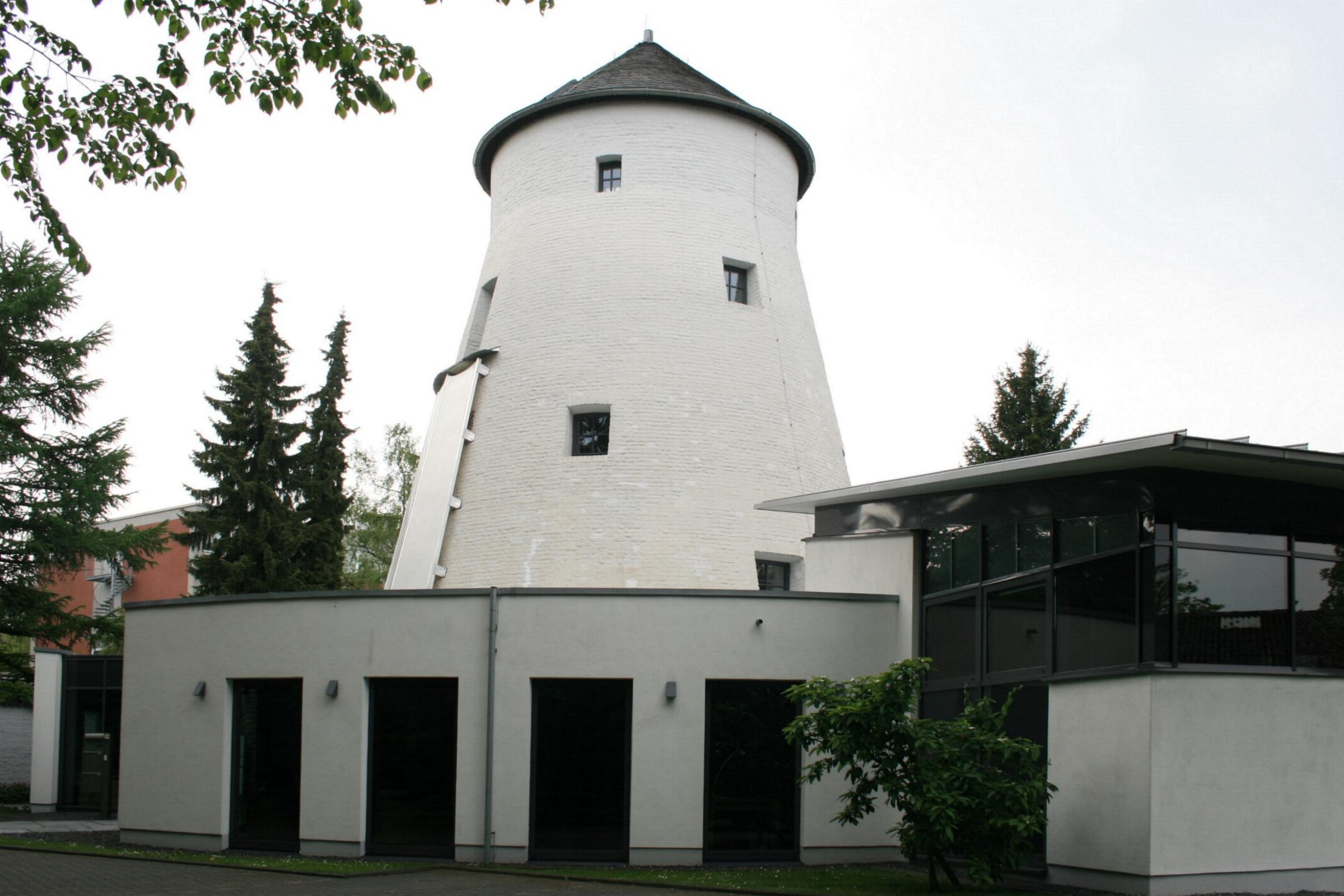
Lohmühle Mönchengladbach (2010)

Die Lohmühle Mönchengladbach steht in Mönchengladbach (Nordrhein-Westfalen), Bettrather Straße 14 b.
Die Lohmühle wurde vor 1800 erbaut. Sie ist unter Nr. B 062 am 15. Dezember 1987 in die Denkmalliste der Stadt Mönchengladbach eingetragen worden.

## Architektur
Die Bettrather Straße liegt nördlich des alten Stadtkerns. Der Lohmühlenturm ein ehemaliger „Erdholländer“ in Backstein mit rundem Grundriss ist bereits auf alten Stichen Mönchengladbachs aus der Zeit vor 1800 zu erkennen. Der fünf Geschosse hohe Mühlenturm ist heute nur noch als Kegelstumpf erhalten, dem statt der drehbaren Kappe ein kegelförmiges Dach in Deutscher Schieferdeckung aufgesetzt wurde. Neben dem vorgebauten Haupteingang mit Korbbogentor ist rechts und links ein Backsteinbau errichtet, dem jeweils durch Verlängerung des Daches seitlich ein überdachter Freiplatz angefügt wurde. Der Turm ist unregelmäßig mit Fenstern versehen rückwärtig im Erdgeschoss geschosshohe Glasbausteine.
Trotz massiver Eingriffe in die alte Bausubstanz ist die Mühle in Anbetracht ihrer Seltenheit und ihres Alters als ein wichtiges Dokument historischer Produktionsstätte schützenswert.